# Surfin' Bird
"Surfin' Bird" é uma canção da banda de surf music The Trashmen, lançada em 1963.
A canção tem um estilo surf de garagem e é uma espécie de mistura das canções "The Bird's the Word" e do refrão "Papa-Oom-Mow-Mow", ambas da banda de doo wop The Rivingtons.
Em sua primeira semana o single vendeu mais de 30 mil cópias, alcançou projeção nacional e ficou em 4º lugar na Billboard Hot 100.
A canção foi gravada por vários artistas principalmente pelos Ramones, sendo que foram a banda que mais cantou e difundiu a música pelo mundo, até mais que os próprios Trashmens.
Também se tornou mais popular ao aparecer em um episódio de Family Guy, em que a personagem Peter Griffin canta o segundo refrão.
"Surfin' Bird" também fez aparição no filme Full Metal Jacket.

## História
Os Rivingtons acompanharam seu hit de 1963, "Papa-Oom-Mow-Mow" com o hit semelhante "The Bird's the Word", em 1963. Os Trashmen não ouviram essa versão, mas viram uma banda chamada Sorensen Brothers tocando. Eles decidiram tocar a música naquela noite em seu próprio show. Durante essa primeira apresentação, o baterista e vocalista Steve Wahrer parou de tocar e editou a seção intermediária "Surfin 'Bird".  Apesar de não saber que "The Bird's the Word" era uma música dos Rivingtons, a semelhança de "Papa-Oom-Mow-Mow" era óbvia e os Trashmen adicionaram o refrão de fundo ao final de sua nova faixa.
Um disc jockey local, Bill Diehl, estava no show e convenceu a banda a gravar a faixa. Foi gravada nos Kay Kay Studios, em Minneapolis. Diehl entrou em uma batalha local de competição de bandas e venceu. Foi então enviado para uma batalha de competição de bandas em Chicago, onde também venceu. Isso levou o grupo a assinar com a Garrett Records, com o single sendo lançado rapidamente. Segundo informações, ele vendeu 30.000 cópias em seu primeiro final de semana antes de alcançar o sucesso nacional, alcançando o 4º lugar no Billboard Hot 100. Wahrer foi originalmente creditado como o escritor da música, mas isso foi alterado para os Rivingtons (Al Frazier, Carl White, Sonny Harris e Turner Wilson Jr.) depois que o grupo ameaçou processar os Trashmen por plágio.

## Acusações de plágio
Quase imediatamente após seu lançamento os Trashmen foram acusados de copiar a música de outras duas músicas do grupo vocal de doo wop The Rivingtons: "Papa-Oom-Mow-Mow" e "The Bird's the Word".
Inicialmente a canção foi creditada pelo vocalista Steve Wahrer, porém os advogados dos Rivingtons sob a lei de direitos autorais ameaçou processar os Trashmens por 'plágio' se não colocassem os devidos créditos. Em decorrência dessas ameaça os créditos da canção foram alterados de Steven Wahrer para Al Frazier, Carl White, Sonny Harris e Turner Wilson Jr.

## Performance nas paradas
| Parada (1963)          | Melhor posição |
| ---------------------- | -------------- |
| U.S. Billboard Hot 100 | 4              |
| Parada (2009)          | Melhor posição |
| UK Singles Chart       | 50             |

## Versões cover
- The Iguanas (1965)
- Ramones (1977)
- The Deviants (1978)
- The Cramps (1979)
- João Penca e Seus Miquinhos Amestrados - Papa-Uma-Ma (1985)
- Pee Wee Herman (1987)
- Au Bonheur Des Dames - J'aime Le Beurre (1988)
- Cascavelletes (1988)
- The Queers (1994)
- Big Bird (1995)
- Silverchair (1997)
- The Boppers (1997)
- Schwervon! (2000)
- Sodom (2001)
- Sha-Na-Na
- Raimundos
- Messer Chups - Trashman Upgrade (2000)
- Polo et les Méchants Moinôs - Face de beu (2009)